# Нижняя Богдановка
Нижняя Богдановка — деревня в Атюрьевском районе Мордовии. Входит в состав Атюрьевского сельского поселения.

## История
В «Списке населённых мест Пензенской губернии» за 1869 год Богдановка значится казенной деревней в 9 дворов входящей в состав Краснослободского уезда.

## Население
| 2002 | 2010 |
| ---- | ---- |
| 8    | ↘0   |

Национальный состав
Согласно результатам Всероссийской переписи населения 2002 года, в национальной структуре населения татары составляли 50 %, мордва — 50 %.В 1886 году в населенном пункте было 43 двора,проживало 322 человека.Так же была мечеть..